# Neoplocaederus iridescens
Neoplocaederus iridescens är en skalbaggsart som först beskrevs av Atkinson 1953.  Neoplocaederus iridescens ingår i släktet Neoplocaederus och familjen långhorningar.
Artens utbredningsområde är:
- Gabon.
- Ghana.

Inga underarter finns listade i Catalogue of Life.